# IAC Building
IAC Building és un immoble concebut per l'arquitecte Frank Gehry i del que la construcció ha estat acabada el 2007. Està situat a l'angle de l'Onzena Avinguda i del carrer 19 de Manhattan, a New York. És el domicili social de la firma americana de turisme IAC/InterActiveCorp.

## Històric
L'IAC building és el primer immoble realitzat per l'arquitecte canadenc Frank Gehry a New York. Les seves parets de vidre donen a aquest edifici de deu pisos l'aspecte d'un iceberg tort. Les  serigrafies en  ceràmiques blanques creen un efecte translúcid. L'edifici és organitzat en vuit mòduls: cinc inferiors i tres superiors, tots lleugerament torts.